# Сура Ар-Рахман
Сура Ар-Рахман (араб. سورة الرحمان‎) або Милостивий — п'ятдесят п'ята сура Корану. Мединська, містить 55 аятів.